# Szczaniec
Szczaniec (niem. Stentsch) – wieś w Polsce położona w województwie lubuskim, w powiecie świebodzińskim, w gminie Szczaniec, nad strugą Lubinica. Obszar o charakterze rolniczym. W pobliżu wsi znajduje się rezerwat przyrody typu leśnego "Grodziszcze".
Wieś jest siedzibą gminy.

## Położenie
Szczaniec położony jest na Pojezierzu Lubuskim, dokładniej na Bruździe Zbąszyńskiej, w dorzeczu Obry, pomiędzy Lubinicą, a Gniłą Obrą. Krajobraz okolic wsi został ukształtowany w plejstocenie przez zlodowacenie środkowopolskie i bałtyckie. Wieś leży na wysokości pomiędzy 64–67 m n.p.m.
W latach 1975–1998 miejscowość należała administracyjnie do województwa zielonogórskiego. Przez teren wsi przebiega linia kolejowa o znaczeniu magistralnym Warszawa – Poznań – Rzepin – Frankfurt nad Odrą – Berlin (stacja kolejowa Szczaniec), jednak w odniesieniu do samej miejscowości linia ta ma charakter głównie tranzytowy. W odległości 3 km od wsi znajduje się droga krajowa nr 92.

## Środowisko naturalne

### Klimat
Szczaniec położony jest w zasięgu śląsko-wielkopolskiego regionu klimatycznego. Klimat charakteryzuje się przewagą wpływów oceanicznych oraz mniejszymi od przeciętnych amplitudami temperatur. Sumy opadów wahają się pomiędzy 550 mm a 600 mm rocznie. Wiatry wieją głównie z kierunków zachodnich i północno-zachodnich. Pory roku w Szczańcu cechują się wczesnym, długim i ciepłym latem oraz łagodną i krótką zimą.

### Przyroda
Miejscowość z zachodu otoczona jest polami uprawnymi, natomiast od wschodu przylega do terenów podmokłych oraz zalesionych drzewostanem składającym się z takich gatunków drzew jak: sosna zwyczajna, jesion wyniosły, olsza czarna, dąb szypułkowy, buk zwyczajny, wiąz pospolity, klon jesionolistny, lipa drobnolistna. Dwa kilometry na północny wschód od Szczańca znajduje się rezerwat przyrody Uroczysko Grodziszcze położony pośród kompleksu leśnego nazywanego „Puszczą Szczaniecką”, gdzie spotkać można chronione gatunki roślin, w tym listerę jajowatą, kokorycz pustą, kokoryczkę wielokwiatową, przytulię wonną oraz przylaszczkę pospolitą. Poza tym na terenie rezerwatu masowo kwitnie zawilec gajowy, który tworzy krzyżówki z zawilcem żółtym. W okolicy wsi spotykane są również zagrożone gatunki roślin m.in. oman szorstki oraz świbka morska. Tereny położone na wschód od wsi w całości wchodzą w skład obszaru chronionego Natura 2000, pod nazwą Dolina Leniwej Obry.

## Historia

### Średniowiecze
Szczaniec pojawił się bardzo wcześnie w źródłach pisanych. Pierwsza wzmianka o wsi pochodzi z 1236 roku i dotyczy pośredniczenia miejscowego plebana Mateusza, w akcie nadania wsi Rusinów dla opactwa cystersów z Paradyża. Pierwszym znanym właścicielem Szczańca był Bodzanta de Stens. Ród von Stentzch wymieniany jest wśród właścicieli wsi od początku XIV wieku. W 1335 roku Szczaniec został włączony do Śląska i wyłączony z kasztelanii zbąszyńskiej. Wieś odgrywała rolę miejscowości granicznej z Królestwem Polskim, do końca istnienia I Rzeczypospolitej. Granica ta przebiegała kanałem Gniłej Obry. W 1436 roku Rafał Szczaniecki wzniósł zamek tzw. "Biały Dwór" (niem. Ober Stentsch), który odgrywał rolę twierdzy granicznej. Zamek został zburzony przez Szwedów w czasie wojny trzynastoletniej w 1637 roku.  20 września 1482 roku w konsekwencji układu w Kamieńcu Ząbkowickim podsumowującego wojnę o sukcesję głogowską, Szczaniec wraz ze Świebodzinem pozostał w granicach księstwa głogowskiego, jednak wobec utraty przez księstwo Krosna oraz Sulechowa, okolice te stały się enklawą, otoczoną przez ziemie brandenburskie i polskie. Na początku XVI wieku miało miejsce podzielenie dóbr szczanieckich pomiędzy dwie linie rodu von Stentz, w tym okresie Eustachy von Stentz wniósł sąsiadujący z "Białym Dworem", zespół trzech budynków dworskich zwanych od tej pory "Średnim Dworem" (niem. Mittel Stentsch). W źródłach można znaleźć informację, że oba majątki zajmowały podobny obszar około 600 ha.

### Czasy nowożytne
W okresie reformacji Szczaniec stał się jednym z pierwszych ośrodków luteranizmu w okręgu świebodzińskim. W 1538 roku pierwszym protestanckim księdzem został Martin Fechner, który studiował pod kierunkiem Marcina Lutra. W roku tym parafia odłączyła się od Kościoła rzymskokatolickiego. W roku 1570 został wzniesiony obecny kościół późnogotycki. Z chwilą zagarnięcia Śląska przez Prusy w 1770 roku Szczaniec dostał się we władanie tego państwa. W 1853 roku zbudowano współcześnie istniejący pałac, który w roku 1920 został rozbudowany, a w latach siedemdziesiątych poddany gruntownemu remontowi. Ważnym wydarzeniem w historii miejscowości było otwarcie w 1870 roku linii kolejowej Poznań-Frankfurt. Ok. 1890 r. wieś liczyła 520 mieszkańców.

### Czasy współczesne
Wieś liczyła w 1926 roku około 900 mieszkańców. Szczaniec został zdobyty 31 stycznia 1945 roku przez oddziały 69 Armii ZSRR w ramach Operacji wiślańsko-odrzańskiej, prowadzonej przez wojska 1 Frontu Białoruskiego. Następnie wieś została włączona do Polski. Jej dotychczasową ludność wysiedlono do Niemiec. Szczaniec nie został poważnie zniszczony podczas działań wojennych, dzięki temu do dziś zachował się dawny układ przestrzenny wsi charakteryzujący się położonym w centrum trójkątnym placem oraz zwartą, kalenicowo-szczytową zabudową, z przełomu XIX/XX w.

## Toponimia
Historycy nie są zgodni co do pochodzenia nazwy wsi. Część z nich poszukuje powiązania ze staropolskim pojęciem "stan", czyli punktem daniny książęcej lub "stannica" czyli miejscem obozu wojskowego.  Wraz ze zjawiskiem zniemczania terenów zachodnich doszło do kolejnych modyfikacji słowa Szczaniec na de Stencz i Szanzec pochodzących od niemieckiego słowa Schanze oznaczającego umocnienia obronne. Jednocześnie w dokumentach diecezji poznańskiej z końca XV wieku pojawiają się nazwy "Szczaniec", "Sczaniec". Pochodzenie nazwy Stenz jest również tłumaczone związkami wsi z rycerzami używającymi herbu Osorya, którzy określali się jako pochodzący z tej osady. W ten sposób nazwa wsi z czasem przeszła trwale na rodzinę von Stetzschów, która z kolei znalazła swoje odzwierciedlenie w polskiej linii rodu herbu Osorya-Sczanieckich. Na przestrzeni lat można spotkać się z wieloma formami np.: de Stans (1236), de Stansi (1236) Stensz (1278), Stenz (1278), Szanzec (1293), Sczaniec (1473), Szczaniec (1473),  Sczanyecz (1528). Obecną nazwę Szczaniec nadano 12 listopada 1946 roku.

## Zabytki

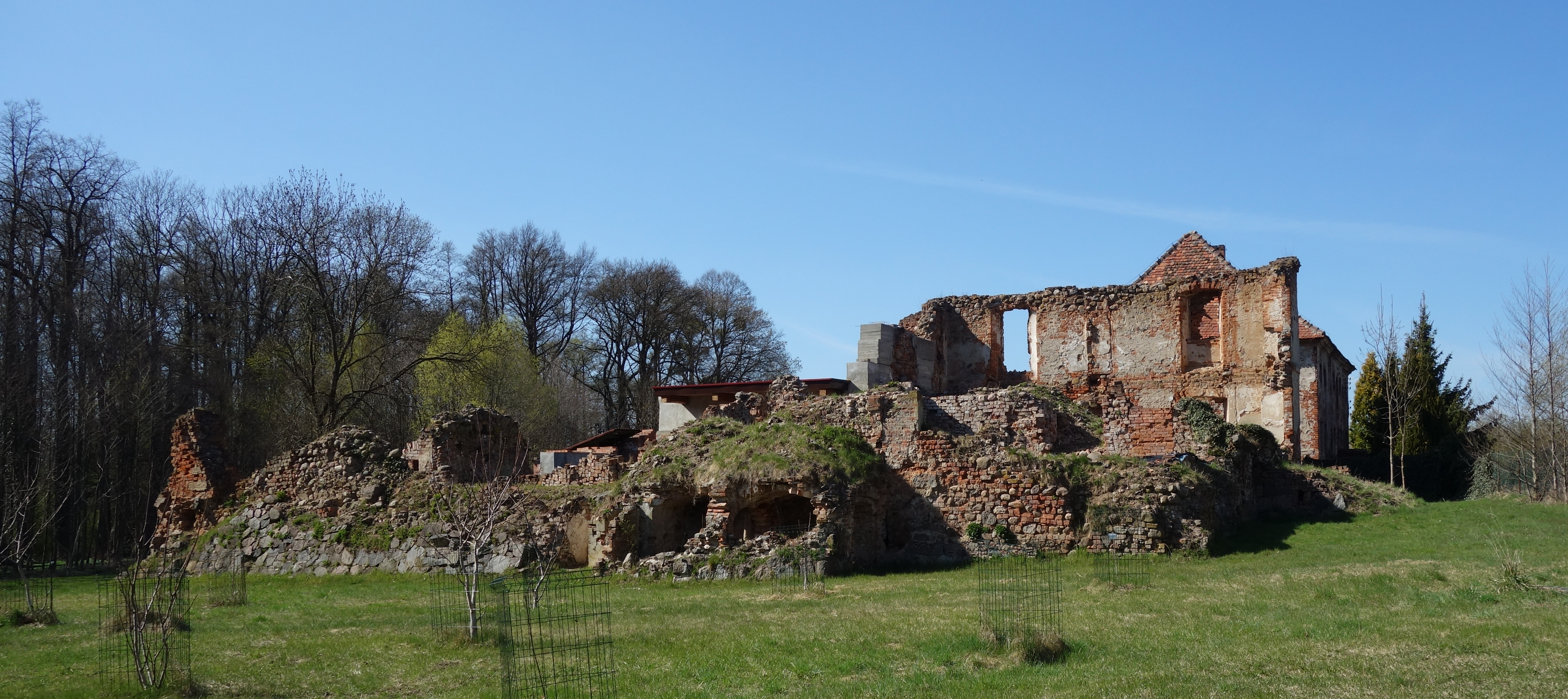
Zespół Pałacowy – folwark dolny (2022)

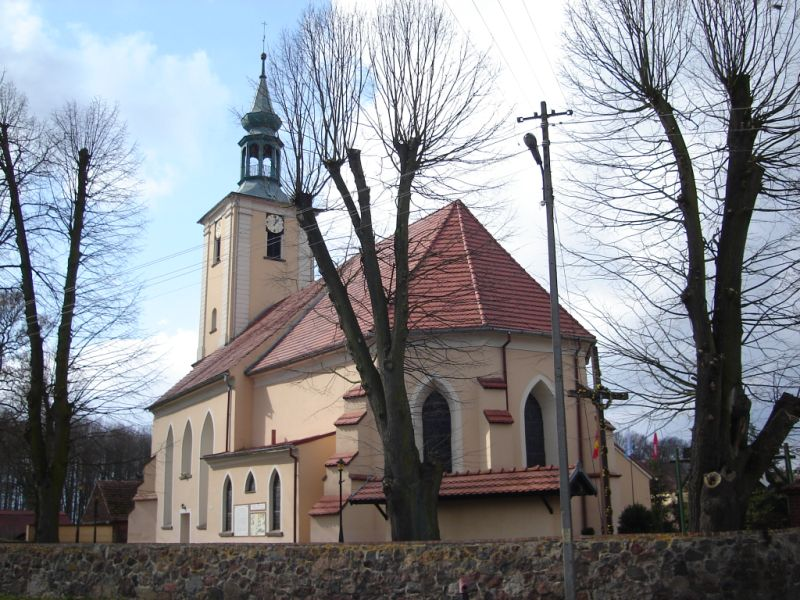
Kościół pw. św. Anny

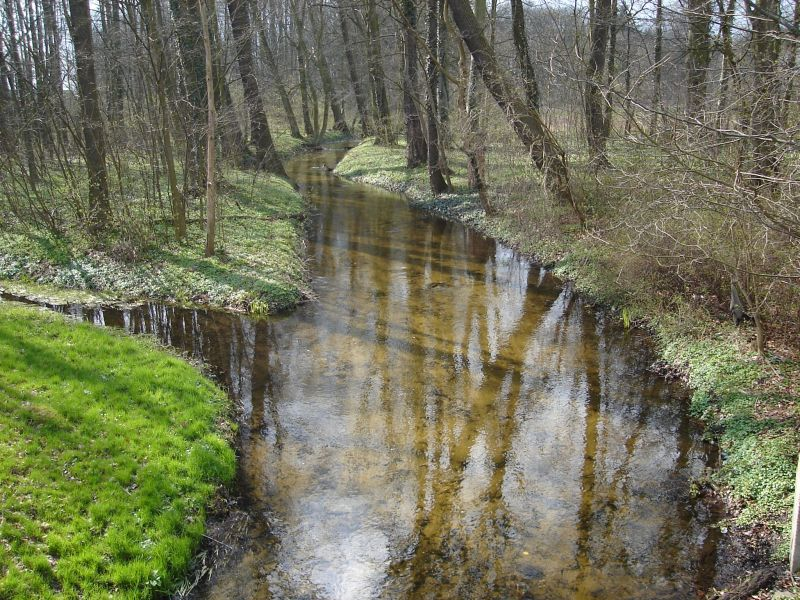
Lubinica w parku

Do wojewódzkiego rejestru zabytków wpisane są:
- kościół św. Anny, wzniesiony w 1570 roku w stylu gotyckim, przebudowany w 1825 roku, z efektownymi witrażami zabytkowym dzwonem i organami.
- zespół pałacowy, z końca XVI wieku, XVIII wieku/XIX wieku:
  - folwark górny:
    - pałac, połowy XIX wieku; wzniesiony w 1496 roku za sprawą ówczesnego właściciela Rafała von Stentzsch średniowieczny zamek potocznie zwany Białym Dworem. Zabytek ten uległ zniszczeniu w wojnie trzydziestoletniej w 1637 roku, a na jego miejscu powstał w 1853 roku obecny pałac dalej rozbudowany w 1920 r. Tak powstała rezydencja neostylowa w kształcie litery L pokryta dachem dwuspadowym[25].
    - park, przylegający do pałacu z licznymi okazami roślin i zabytkami przyrody[25].

  - folwark średni - Mittel Stentsch[b]: 
    - pałac - dwór w ruinie, z XVI-XVIII wieku; wcześniej nazywany Dworem Klasztornym, później Czerwonym Dworem. Była to budowla o charakterze funkcjonalnym. Istniejąca (choć zdewastowana) jeszcze w 1969 roku, składała się z trzech części. Najstarsza z drugiej połowy XVI wieku, w kształcie podkowy otwartej ku wschodowi, wzniesiona została przez Eustachego von Stentz-Szczanieckiego. W XVIII wieku od strony wschodniej dobudowano drugie skrzydło. Budynki utworzyły zamknięty wewnętrzny piętrowy dziedziniec, z drewnianą zadaszoną galerią obiegającą go z trzech stron. Ostatnia rozbudowa zabytku o nowe skrzydło i wielkie schody, miała miejsce w II dziesięcioleciu XX wieku dokonana przez ówczesnego właściciela F. W. von Kalckreuth. Po roku 1945 pałac nie był używany ani restaurowany i pozostały po nim jedynie ruiny przypominające czasy jego świetności[26].
    - spichlerz, zbudowany w 1794 roku, taka data wycięta jest na belce stropowej przy wejściu do budynku, murowany, dwukondygnacyjny z wysokim podpiwniczeniem założony na rzucie prostokąta[26].

Zgodnie z uchwaloną 02 października 2017 roku gminną ewidencją zabytków, w Szczańcu chronione są ponadto:
- młyn zbożowy, został wybudowany w II połowie XIX wieku, ale istniała tam już wcześniejsza budowla z czasów nowożytnych. Młyn ten obecnie zawiera pozostałości urządzeń po kole wodnym, które było używane w latach 60. XX w.
- budynek urzędu gminy (dawniej gospoda)
- budynek szkoły podstawowej
- dworzec kolejowy
- budynek urzędu pocztowego
- kilkadziesiąt domów jednorodzinnych z przełomu XIX i XX wieku

## Kultura
We wsi funkcjonuje Centrum Kultury i Biblioteki, które organizuje różnego typu imprezy społeczne m.in.
- Finał Wielkiej Orkiestry Świątecznej Pomocy – koncerty zespołów, występy uczniów, światełko do nieba, licytacje
- Uroczystość z okazji Rocznicy Uchwalenia Konstytucji 3 maja
- Majowy Festyn – plenerowe koncerty zespołów artystycznych oraz zabawa taneczna w parku
- Dni Ziemi Szczanieckiej – cykliczna impreza organizowana w Szczańcu. Koncerty zespołów, bieg uliczny, prezentacje mieszkańców, wsi, sołectw, itp. oraz Gala Piosenki Biesiadnej
- Dożynki Gminne – msza dziękczynna, korowód, koncert dożynkowy.

Centrum zajmuje wyremontowany w latach 2014-2020 wielofunkcyjny budynek. Oprócz imprez organizowane są zajęcia tematyczne dla mieszkańców, a przy Domu Kultury działa zespół śpiewaczy "Osoria".

## Edukacja

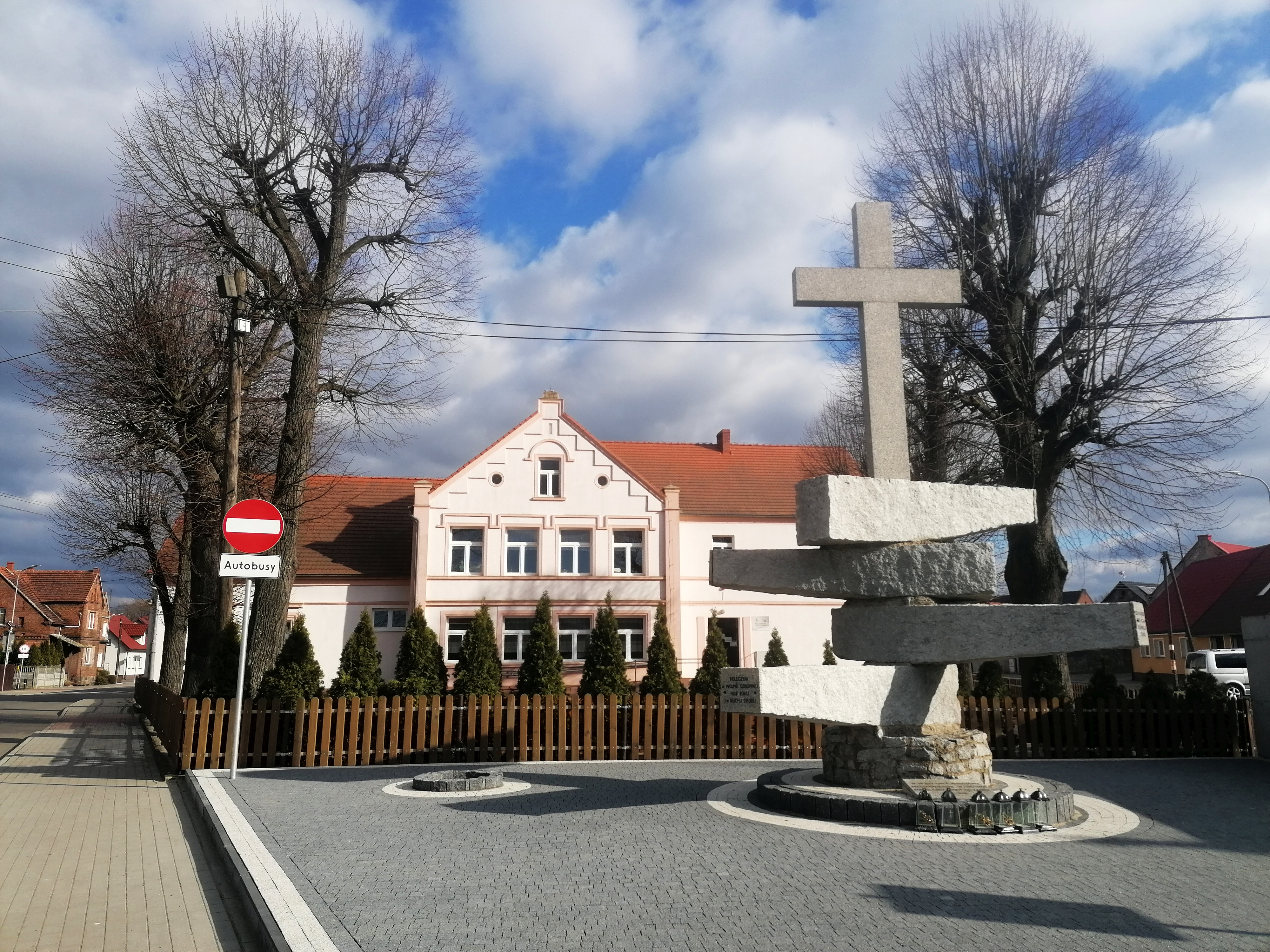
Szkoła Podstawowa im. Emilii Sczanieckiej w Szczańcu

- Szkoła Podstawowa  im. Emilii Sczanieckiej w Szczańcu[29]
- Publiczne Przedszkole w Szczańcu
- Gminny Klub Malucha "Emilkowo"[30]

Szkoła podstawowa w Szczańcu funkcjonuje od 17 września 1945 roku. Budynek szkoły został rozbudowany dwukrotnie w 1984 oraz w 2010 roku. Przedszkole publiczne mieści się w nowym budynku z lat 90., razem z Publicznym Zakładem Opieki Medycznej.

## Religia
W Szczańcu znajduje się siedziba parafii rzymskokatolickiej św. Anny, należącej do diecezji zielonogórsko-gorzowskiej. Przy parafii działają m.in. Oratorium Świętego Jana Bosko, Liturgiczna Służba Ołtarza, Żywy Różaniec oraz Salezjańska Pielgrzymka Ewangelizacyjna. Dom parafialny od 1976 roku prowadzą księża salezjanie. 
W połowie XVI wieku katoliccy mieszkańcy Szczańca przeszli do kościoła luterańskiego. Następnie w wyniku akcji kontrreformacyjnej prowadzonej w latach 1628-1634 kościół powrócił do miejscowych katolików. Wydarzenia wojny trzydziestoletniej, ponownie osłabiły wpływy katolickie we wsi. Pokój westfalski z 1648 roku jeszcze raz na krótko przywrócił kościół w Szczańcu miejscowym katolikom, jednak ewangeliccy właściciele wsi doprowadzili w następnych latach do trwałego przejęcia świątyni przez protestantów. 15 września 1945 roku z powodu odpływu ludności ewangelickiej ze Szczańca, dokonano poświęcenia zboru i zmieniono go na kościół katolicki. Parafia katolicka w Szczańcu została założona 01 czerwca 1951 roku.
Z tutejszej parafii wywodził się Jarosław Koral, polski duchowny oraz socjolog, specjalizujący się w katolickiej nauce społecznej.